# Освобождение Берлина войсками Витгенштейна
Освобождение Берлина войсками Витгенштейна — войсковая операция по изгнанию из Берлина французского гарнизона, осуществлённая 4 марта 1813 года правым крылом русско-прусской объединённой армии под командованием генерала Петра Витгенштейна.

## Предыстория
10 февраля 1813 года отряд Воронцова при Рогазене и 12 февраля отряд Чернышёва при Цирке нанесли поражение подразделениям армии Наполеона. Наступление передовых частей русских войск создало угрозу окружения французской группировки у Познани и вынудило вице-короля ускоренно отступить за Одер. Отступление способствовало занятию главными силами Витгенштейна окрестностей Дризена, а авангардом — Ландсберга. Удобная позиция предполагала развитие наступления на Берлин. Однако, «осторожный» Кутузов приказал Витгенштейну оставаться в окрестностях Дризена и ожидать присоединения к русской армии прусских корпусов Йорка и Бюлова. Король Пруссии Фридрих Вильгельм III, являясь вынужденным союзником Наполеона, готовил решение о разрыве с Бонапартом. Король вёл тайные переговоры с Александром I по выработке условий создания русско-прусской объединённой армии. Тем временем, 17 февраля отряды Теттенборна, Чернышёва переправились на левую сторону Одера и 21 февраля атаковали берлинский гарнизон. Атака не была поддержана восстанием горожан. Отряды отступили в пригороды Берлина. Позднее к столице Пруссии подошёл отряд Бенкендорфа. В итоге, русские войска получили возможность «занять пути к городу и держать неприятеля в постоянной блокаде». Попытка вице-короля создать оборонительную линию на Одере потерпела неудачу.

## Освобождение Берлина
Союзный договор между Пруссией и Россией был подписан 27 февраля в Бреслау прусской стороной и 28 февраля в Калише русской. Была создана русско-прусская объединённая армия под командованием генерал-фельдмаршала Кутузова. 28 февраля прусский генерал фон Шарнхорст прибыл в расположение Главной квартиры русской армии «для выработки плана совместных действий». Союзная армия была разбита на два крыла. Правое было подчинено П. Х. Витгенштейну (20 тыс. русских войск и два прусских корпуса Йорка и Бюлова численностью 30 тыс.) с дислокацией в Дризене. Левое — Блюхеру (27 тыс. прусских войск и русский авангард генерал-адъютанта Ф. Ф. Винцингероде численностью 13 тыс.) с дислокацией в Бреслау. По подписанию договора авангард армии Витгенштейна под командованием Репнина выступил из Ландсберга и 2 марта 1813 года переправился через Одер между Кистриным и Шведтом. К 3 марта части Репнина подошли к Берлину. Вице-король Эжен де Богарне, получив известие о движении войск Витгенштейна в ночь на 4-е марта выдвинул свои силы из Берлина на виттенбергскую дорогу. Оборонять Берлин было невозможно, «как по топографическим свойствам местности», так и по соображениям острого неприятия горожанами французов. 4 марта в 6 часов утра отряд Чернышева вошел в город. Следом за ним — авангард Репнина. 11 марта войска армии Витгенштейна триумфально вступили в Берлин. На улицах не умолкало ликование: «Да здравствует Александр! Да здравствует наш избавитель!». В ознаменование освобождения Берлина, 15 марта при звоне колоколов и громе пушек в городе Эльсе (29 км к востоку от Бреслау) состоялась торжественная встреча Александра I и Фридриха Вильгельма III.
17 марта в Берлин торжественно вступил корпус Йорка. Было объявлено воззвание короля «К моему народу», «К моим войскам» и сделаны распоряжения к повсеместному формированию ландвера (народного ополчения). 2 апреля Фридрих Вильгельм III с ответным визитом посетил Главную квартиру императора Александра I в городе Калиш. Войска прошли перед монархами церемониальным маршем.
Да будут памятны в жизни народов подобные торжества, соединяющие граждан соседних государств неразрывными узами военного братства
Вечером, 2 апреля Вильгельм вручил Кутузову орден «Чёрного орла» и драгоценную табакерку стоимостью 20 тысяч талеров. Утром 3 апреля канцлер Гарденберг предложил Кутузову имение в Пруссии. Однако, фельдмаршал отклонил предложение, ответив: «Государь мой не оставит в нужде меня и родных моих».

## Итог
Армия вице-короля отступила за Эльбу. Был освобождён Берлин — столица Пруссии. Важнейшее событие, позволившее поднять на невиданную высоту морально-психологическое состояние немецкого народа в борьбе с завоевателем. Пруссия объявила войну Франции. Александр I и Вильгельм в полной мере получили ресурсы Пруссии для совместной борьбы. Наполеон, напротив, потерял их.

## Оценки и мнения
На необходимости овладения Берлином настаивал Кутузов. После этой победы французские войска вынуждены были безотлагательно очистить территории на правом берегу Эльбы. Советский военный историк Павел Жилин, указывая на эти факты, писал, что взятие столицы Пруссии имело важное военно-политическое значение:
Во-первых, это воодушевляло немецкий народ в его национально-освободительной  борьбе, вселяло уверенность в победе над Наполеоном; во-вторых, давало возможность развернуть наступление и быстро выйти к Эльбе; и, в-третьих, сближало армии союзников для организации совместных наступательных действий.
Эту оценку Жилина разделяют и в современной российской историографии. Это было уже второе взятие Берлина русскими совместно с союзными войсками. Так, в октябре 1760 года, во время Семилетней войны в ходе рейда русско-австрийских союзников, город был занят на несколько дней.
После событий 1813 года появилось несколько пословиц, отсылающих к этим победам («Русский воин-исполин дважды брал Берлин», «Русские прусских бивали, русские в Берлине бывали»).